# Красный Куст (Липецкая область)
Кра́сный Куст — посёлок Нижневоргольского сельского поселения Елецкого района Липецкой области.
Возник в 1920-х годах. Согласно переписи населения 1926 года, здесь жили 20 человек. Тогда он имел другое название — Богомолова .
Скорее всего, такое религиозное название не подходило для нового поселка; нынешнее имя связано с «цветным» символом революции и кустарником, который здесь рос.

## Население
| 2010 |
| ---- |
| 2    |